# Corongo (distrito)
Corongo é um distrito peruano localizado na Província de Corongo, departamento Ancash. Sua capital é a cidade de Corongo.

## Transporte
O distrito de Corongo é servido pela seguinte rodovia:
- PE-3NA, que liga o distrito de La Pampa à cidade de Tauca [2][3][4]